# Victoria cricket team
Il Victoria cricket team è una delle 6 squadre di cricket che si contendono annualmente il prestigioso torneo di First Class cricket Sheffield Shield. In tale competizione è la seconda squadra di maggior successo avendo vinto il torneo in 29 occasioni (dietro il New South Wales con 46 successi). Nel campionato nazionale di Limited Overs si è imposto in 5 occasioni mentre detiene il record di vittorie (4) nella KFC Twenty20 Big Bash.

## Palmares
- Sheffield Shield/Pura Cup: 29

1882/83, 1894/95, 1897/98, 1898/99, 1900/01, 1907/08, 1914/15, 1921/22, 1923/24, 1924/25, 1927/28, 1929/30, 1930/31, 1933/34, 1934/35, 1936/37, 1946/47, 1950/51, 1962/63, 1966/67, 1969/70, 1973/74, 1978/79, 1979/80, 1990/91, 2003/04, 2008/09, 2009/10, 2014/15
- Campionato nazionale Limited Overs: 5

1971/72, 1979/80, 1994/95, 1998/99, 2010/11
- KFC Twenty20 Big Bash: 4

2005/06, 2006/07, 2007/08, 2009/10